# Ignatius van der Stock

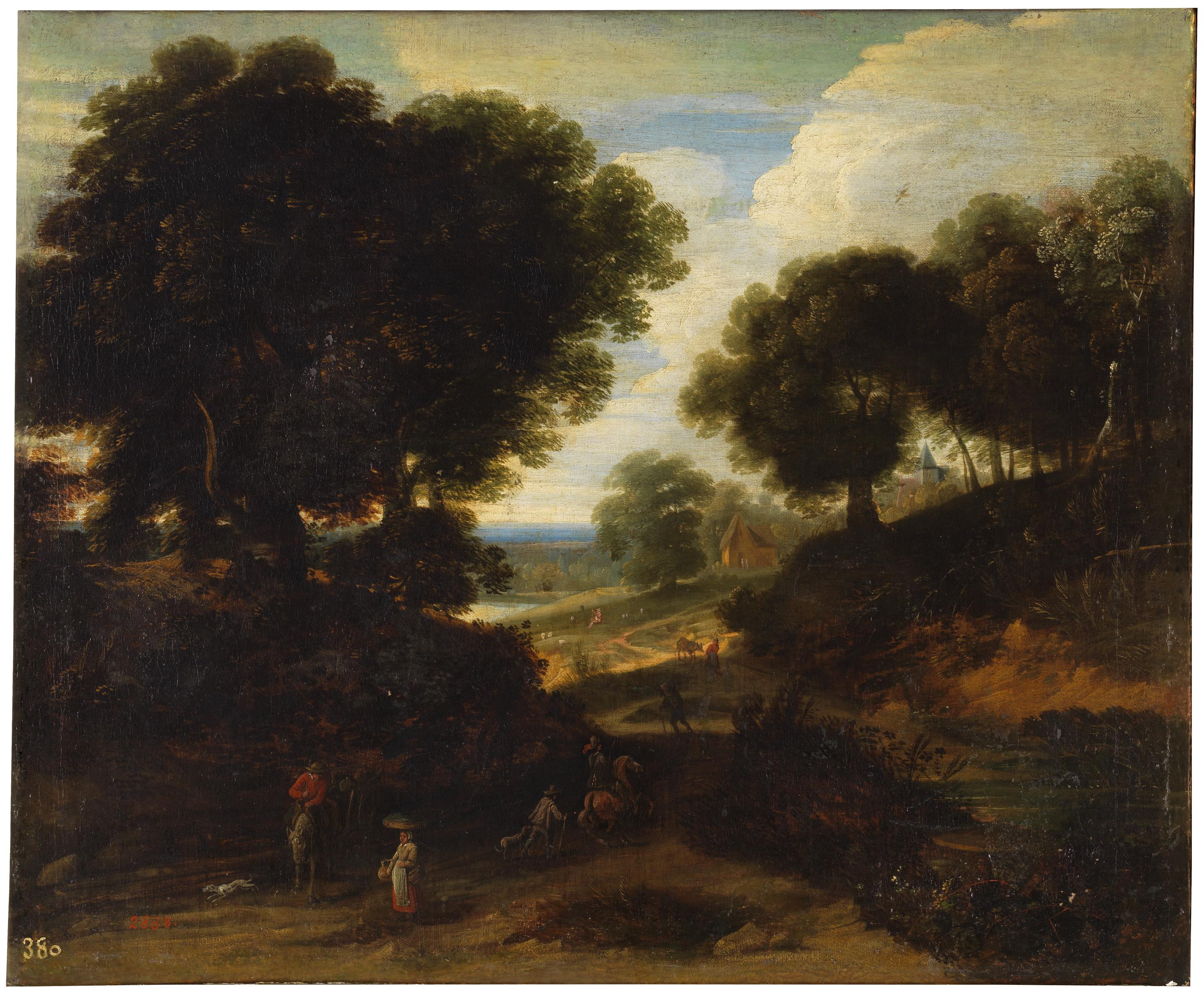
Paisatge, oli sobre llenç, 70 x 83 cm, Madrid, Museu del Prado

Ignatius van der Stock (fl. 1660 – 1661), va ser un gravador i pintor barroc flamenc, especialitzat en la pintura de paisatge.
Actiu a Brussel·les, va ser deixeble de Lodewijk de Vadder en el taller del qual va deure entrar cap a 1653. En 1660 va ser admès com a mestre en el gremi de Sant Lucas i el mateix any va signar i va datar el paisatge del Museu del Prado. Un any posterior és el paisatge conservat en la catedral de Brussel·les. Encara estava viu en 1665 quan va rebre com a aprenent a Adriaen Frans Boudewyns. Va fer, a més, gravats dels seus propis paisatges i sobre originals de Jacques Fouquier.
Els seus paisatges, vistes del bosc de Soignes, segueixen els efectes atmosfèrics de les creacions de Jacques d'Arthois, en una adreça propera a la de Lucas Achtschellinck, destacant per la finura del seu dibuix.